# روبرت تافت الابن
روبرت تافت الابن (بالإنجليزية: Robert Taft, Jr.)‏ (و. 1917 – 1993 م) هو سياسي، ومحامي من الولايات المتحدة الأمريكية. ولد في سينسيناتي، أوهايو.
تولى منصب عضو مجلس الشيوخ الأمريكي .وهو عضو في الحزب الجمهوري.
توفي في سينسيناتي، أوهايو.

## التعليم
تعلم في جامعة ييل، وكلية هارفارد للحقوق.